# Fahrenheit (videojuego de 1994)
Farenheit es un videojuego full motion video publicado en 1994 para los periféricos de Mega Drive Sega Mega-CD y Sega 32X+Sega Mega-CD (conjunción de ambos periféricos en una misma Mega Drive). Fue publicado por Sega y desarrollado por Sega Studios en 1994. Ambas ediciones se vendían juntas, y son iguales excepto que la versión que requería conjunción de Sega 32X y Sega CD tenía mayor calidad de video.

## Juego
Fahrenheit es uno de los muchos títulos full motion video que aparecieron para Sega Mega-CD en los noventa. Se juega en primera persona y trata de un bombero novato que pertenece a un ficticio parque de bomberos llamado "Compañía 13".
Tras las escenas introductorias, el jugador entra en el primero de tres edificios en llamas (una casa, un apartamento y una escuela de administración) para rescatar víctimas y enseres mientras elimina peligros potenciales (explosivos, keroseno, válvulas de gas, etc).
Mientras que el jugador se mueve por cada edificio, un menú en pantalla aparece, permitiéndole moverse a la derecha, izquierda o adelante. El juego es cronometrado, así que las decisiones deben tomarse rápidamente, o la máquina tomará las decisiones (incorrectas) en lugar del jugador. Además de esto, el jugador tiene una autonomía limitada de oxígeno.
El juego tiene tres niveles de dificultad y una característica bajo password.

## Problemas de compatibilidad
Existen un ligero problema de compatibilidad con el modelo 1 de Sega Mega-CD. El primer disco se denomina "disco llave", debe ser cargado primero si se quiere utilizar la versión 32X. La información del disco llave se carga, y al jugador se le pide que inserte el siguiente disco. Esto sólo funciona con el modelo 2 de la Sega Mega-CD. El disco llave se introdujo para persuadir a quienes tenían Mega-CD y 32X de ceder el juego a personas que no tuvieran 32X.
- Datos: Q5429600